# Cầu Bảy dặm
Cầu Bảy dặm là một cây cầu ở Florida Keys, thuộc Quận Monroe, Florida, Hoa Kỳ. Đây là một cây cầu mang tính biểu tượng, chạy qua eo biển nối liền vịnh Mexico với bang Florida. Khi được hoàn thành vào năm 1982, cây cầu này được ghi nhận là cầu bê tông bắc qua biển dài nhất thế giới và cũng là một trong những cây cầu dài nhất Hoa Kỳ.